# Novogirejevo
Novogirejevo (Russisch: Новогиреево) is een station aan de Kalininsko-Solntsevskaja-lijn van de Moskouse metro. Het station werd op 30 december 1979 als 114e station van de Moskouse metro geopend.

## Ligging en ontwerp
Het ondiep gelegen zuilenstation ligt onder het kruispunt Zeljenogo Prospekt / Svobodni Prospekt in de wijk Novogirejevo. Er zijn twee ondergrondse verdeelhallen die respectievelijk ten westen en ten oosten van het kruispunt liggen. De verdeelhallen zijn verbonden met voetgangerstunnels onder de Zeljenogo Prospekt die allebei twee trappen hebben aan weerszijden van de straat zodat er in totaal acht toegangen tot het station zijn. Het ontwerp van het station is gewijd aan het Internationaal jaar voor het kind en is gemaakt door de architecten R.I. Pogrebnoj en V Ploejoekin. Hoewel het gebruik van standaard stations bij het ontwerp van de Kalininski-radius was verlaten is Novogirejovo een kleine aanpassing van het standaard ontwerp uit de jaren 1950. Net als bij het standaard ontwerp is er gebruik gemaakt van geprefabriceerde onderdelen en zijn er twee rijen van elk 26 zuilen, al werd de afstand tussen de zuilen  vergroot van 6 tot 7,5 meter. De tunnelwanden zijn niet meer, zoals in het standaard ontwerp, betegeld maar bekleed met marmer. Het onderste deel is van grijsblauw marmer, daarboven licht marmer en helemaal bovenaan een felgekleurde fries. Kunstenaar A. Koeznetsov sierde de friesen en de bovenkant van de zuilen op met taferelen rond het thema natuur in de voorsteden. De vloer bestaat uit rood en bruin graniet dat door randen van wit marmer in vierkanten is opgedeeld. De verlichting bevindt zich tussen de balken in het plafond boven het perron.

## Depot
Novogirejevo was van 1979 tot 2012 het oostelijk eindpunt van de lijn. Net zoals bij andere lijnen werd het bovengrondse depot, vanuit het centrum gezien, achter het eindpunt gebouwd. Ten oosten van het station liggen overloop wissels en de treinen kunnen keren op de twee sporen die naar het depot lopen. Het depot zelf ligt nog net binnen de MKAD die tot de annexatie van Novokosino in 1995 de stadsgrens vormde. In 2010 werd begonnen met de bouw van de tunnels tussen Novokosino en Novogirejevo. Deze tunnels lopen tussen de MKAD en het station aan de buitenzijde van het dubbelspoor naar het depot. De verlenging tot Novokosino werd in 2012 geopend en sindsdien is Novogirejevo niet meer het oostelijkste station van de lijn.

## Galerij

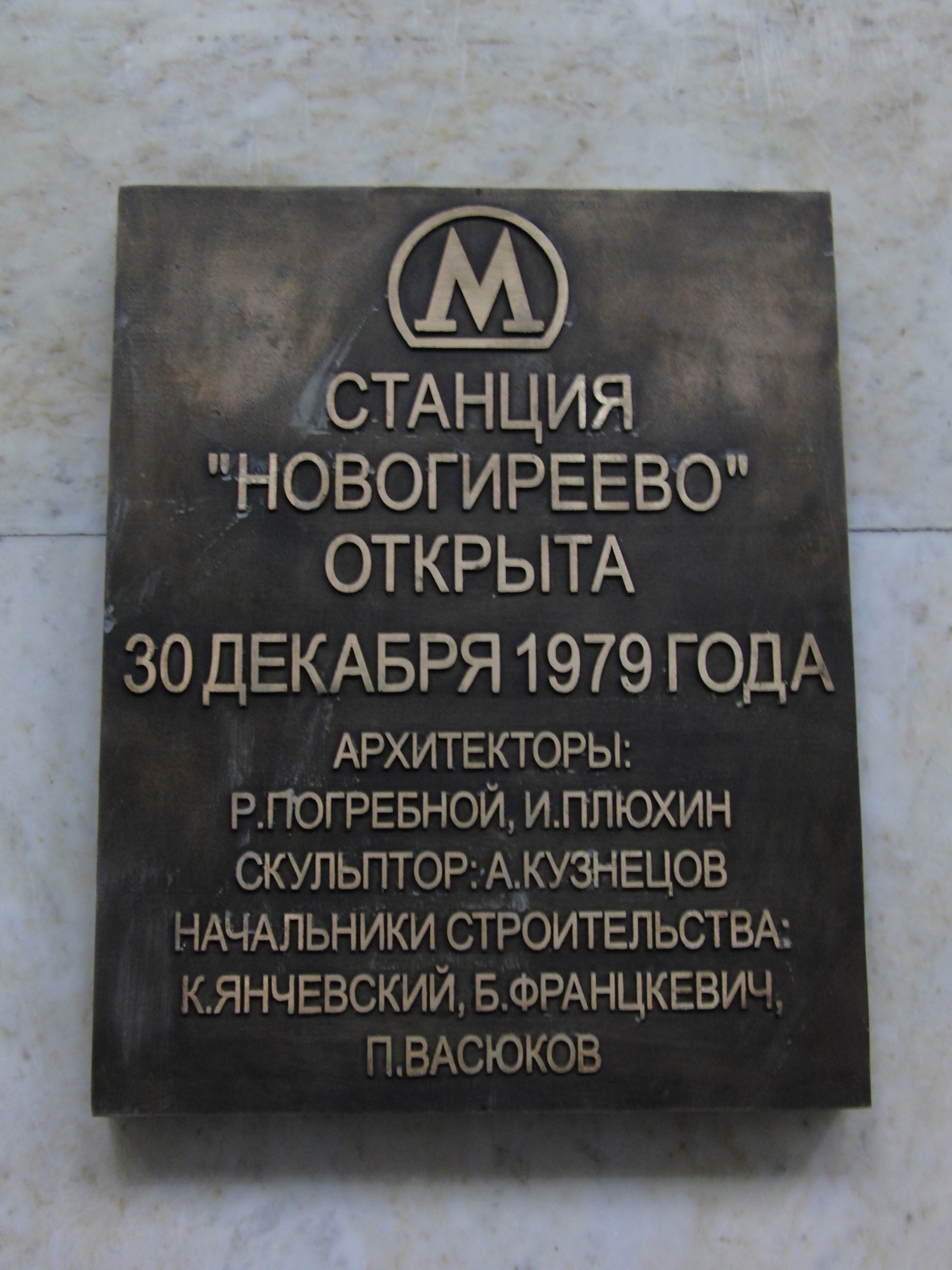
Het naambord van het station
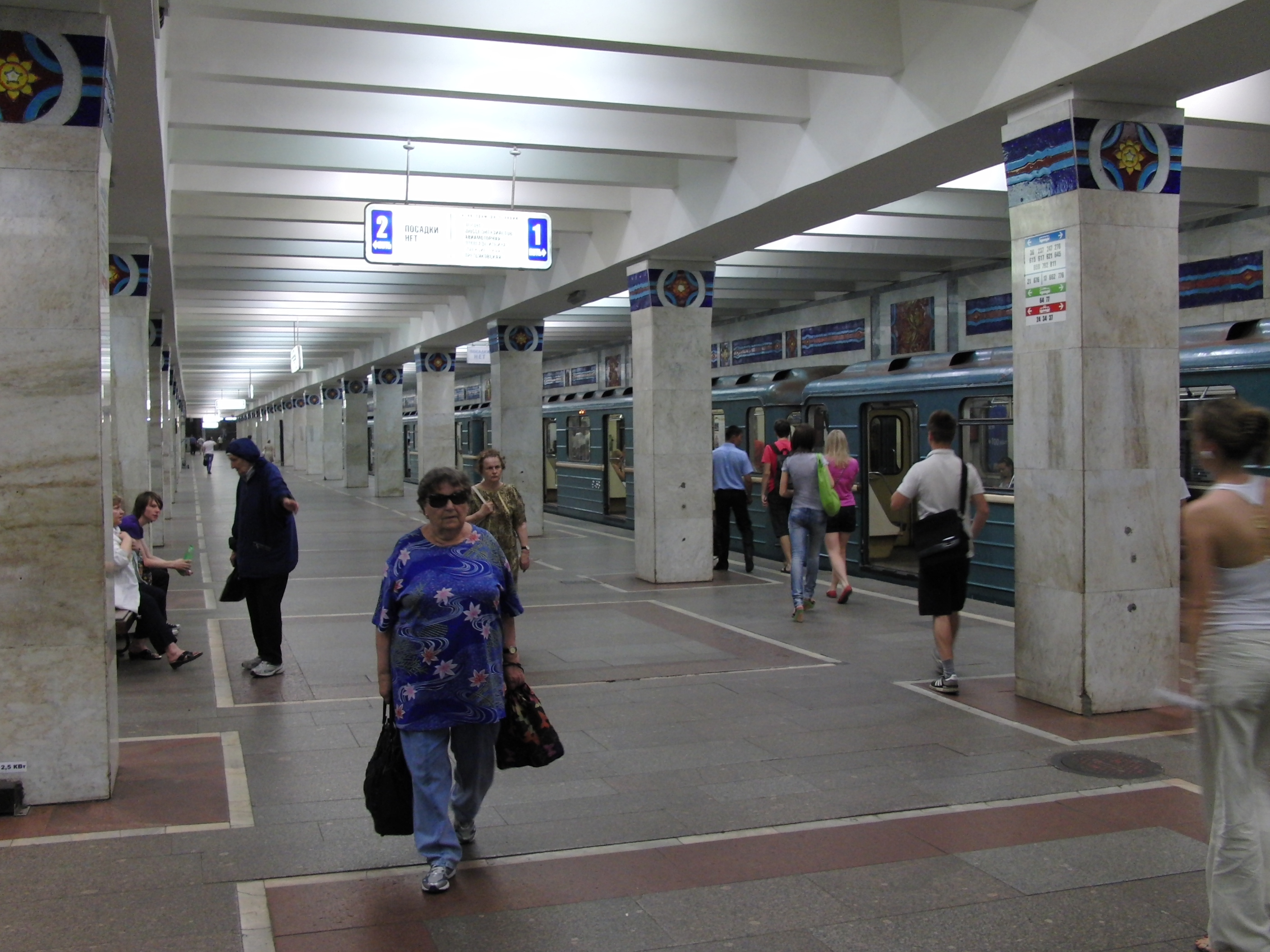
De versiering van de fries en de zuilen
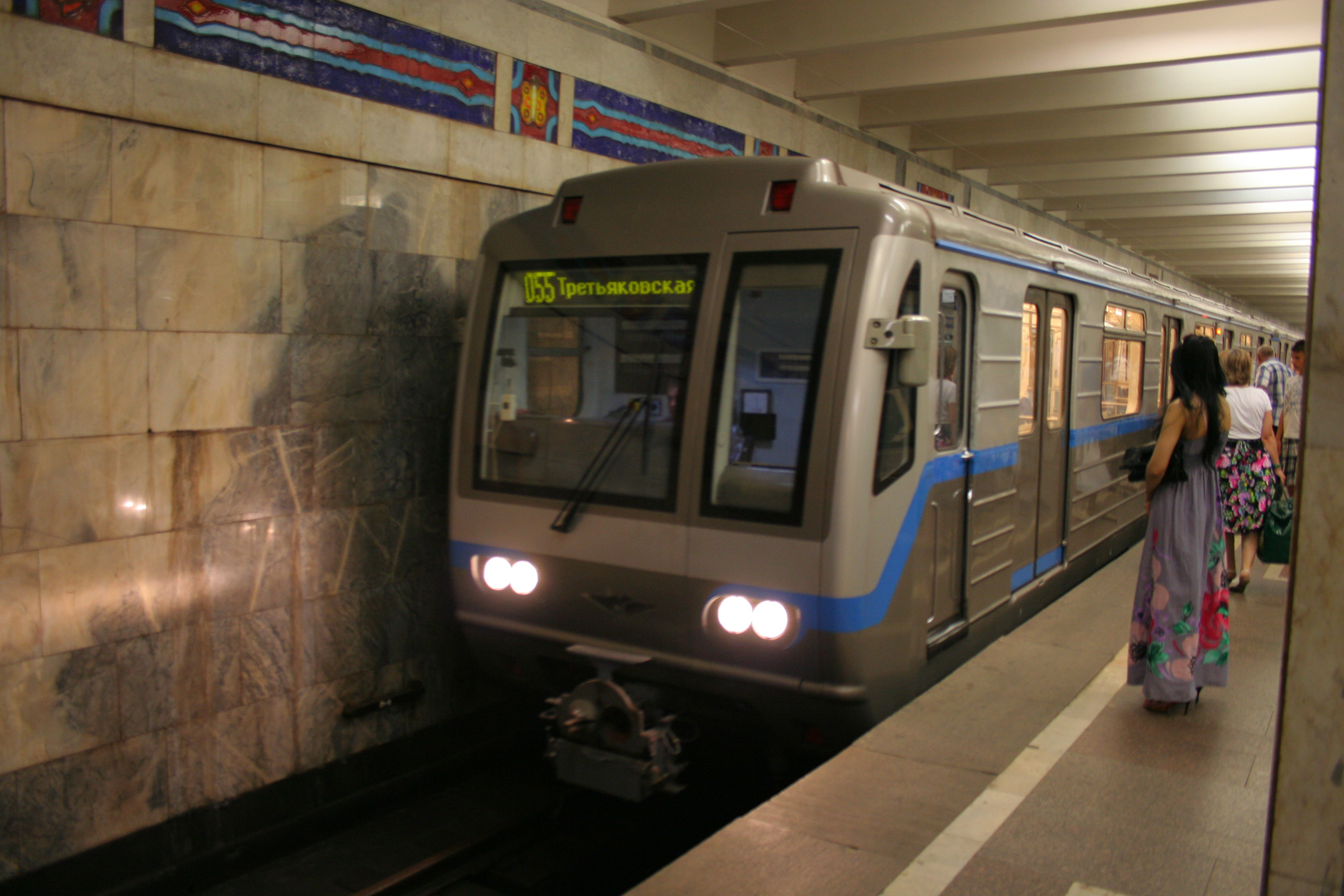
Metro treinstel 81717-6K op weg naar het westen

## Trivia
In de roman 'Marmer paradijs' uit de reeks 'Universum van de metro 2033' is Novogirejovo een woonblok met badhuis.